# أبو معمر إسماعيل الهذلي
أبو معمر إسماعيل بن إبراهيم بن معمر بن الحسن الهذلي الهروي البغدادي القطيعي سُمي بالقطيعي لأنه كان ينزل القطيعة. أحد رواة الحديث النبوي. بلغت مرويات الهذلي 467 حديثًا.

## نشأته وعلمه
ولد سنة نيف وخمسين ومائة من الهجرة. أخذ عن: شريك القاضي، وإسماعيل بن جعفر، وخلف بن خليفة، وعلي بن هاشم بن البريد، وهشيم، وعبد الله بن المبارك، وسفيان بن عيينة، ومروان بن شجاع، وإسماعيل بن عياش. حدث عنه: البخاري، ومسلم، وأبو داود، وأبو زرعة، وأبو حاتم ، وبقي بن مخلد، وصالح بن محمد جزرة، وأبو بكر أحمد بن علي المروزي، ومحمد بن عبد الرحيم صاعقة، وأبو يعلى الموصلي ، وعبد الله بن أحمد بن حنبل.

## الجرح والتعديل
- حدث البخارى والنسائي عنه.
- ذكره محمد بن سعد في طبقاته فقال: «ثقة ثبت، صاحب سنة وفضل».
- قال عبيد بن شريك البزار: «كان أبو معمر القطيعي من شدة إدلاله بالسنة يقول: لو تكلمت بغلتي لقالت إنها سنية، قال: فأخذ في محنة القرآن، فأجاب. فلما خرج قال كفرنا وخرجنا».
- روى سعيد بن عمرو البرذعي عن أبي زرعة قال: «كان أحمد بن حنبل لا يرى الكتابة عن أبي نصر التمار، ولا أبي معمر، ولا يحيى بن معين، ولا عن أحد ممن امتحن فأجاب».
- قال أبو يعلى : «حدث أبو معمر بالموصل بنحو ألفي حديث حفظا، فلما رجع إلى بغداد، كتب إلى أهل الموصل بالصحيح من أحاديث، كان أخطأ فيها نحو ثلاثين أو أربعين حديثا».
- قال عبد الله بن أحمد بن حنبل: «سمعت أبا معمر الهذلي يقول: من زعم أن الله لا يتكلم ولا يسمع ولا يبصر ولا يرضى ولا يغضب فهو كافر. إن رأيتموه واقفا على بئر فألقوه فيها بهذا أدين الله عز وجل».
- قال الذهبي: «ثبت سني».
- قال عبد الباقي بن قانع البغدادي: «ثقة ثبت».
- قال محمد بن سعد كاتب الواقدي:	«ثقة ثبت».
- قال يحيى بن معين: «ثقة مأمون، ولم يصح عنه أنه قال أنه أخطأ في حديث كثير».[2]

## مروياته
أخبرنا أحمد بن هبة الله فيما قرأت عليه، عن أبي روح الهروي، أن تميم بن أبي سعيد أخبرهم، أخبرنا محمد بن عبد الرحمن الأديب، أخبرنا أبو عمرو بن حمدان، أخبرنا أبو يعلى الموصلي، حدثنا أبو معمر إسماعيل بن إبراهيم، عن علي بن هاشم، عن هشام بن عروة، عن بكر بن وائل، عن الزهري، عن عروة بن الزبير، عن عائشة بنت أبي بكر قالت: ما ضرب رسول الله صلى الله عليه وسلم بيده شيئا قط، إلا أن يجاهد في سبيل الله، وما نيل منه شيء فانتقم من صاحبه، إلا أن تنتهك محارم الله فينتقم.